# 실비아 보가차
실비아 카타지나 보가차(폴란드어: Sylwia Katarzyna Bogacka, 1981년 10월 3일 ~ )는 폴란드의 사격 선수이다.